# Mark Wise
Mark Brian Wise (* 9. November 1953 in Montreal) ist ein kanadisch-US-amerikanischer theoretischer Physiker.

## Leben
Wise studierte an der Universität Toronto (Bachelorabschluss 1976, Masterabschluss 1977) und an der Stanford University, wo er 1980 bei Fred Gilman promoviert wurde. Von 1980 bis 1983 war er Junior Fellow an der Harvard University. Seit 1983 ist er am Caltech, wo er zurzeit John A. McCone Professor für Hochenergiephysik ist.
Wise ist Mitglied der National Academy of Sciences und der American Academy of Arts and Sciences. 1984 bis 1987 war er Sloan Research Fellow. 2003 wurde er Fellow der American Physical Society. 2001 erhielt er mit Nathan Isgur und Michail Woloschin den Sakurai-Preis. 2021 erhielt er den Julius-Wess-Preis des KIT.

## Werk
In den 1980er Jahren beschäftigte er sich, teilweise in Zusammenarbeit mit Gilman, mit dem Quarkmodell und Vorhersagen daraus. Bekannt ist er auch für die Entwicklung der effektiven Theorie schwerer Quarks (HQET, Heavy Quark Effective Theory), einer Näherung der Quantenchromodynamik (QCD), in dem die schweren Quarks (Charm, Bottom und Top) als Quellen statischer, nicht-relativistisch behandelter Felder angesehen werden, wie die Atomkerne in der Quantenmechanik des Atoms. Es ergibt sich eine effektive Feldtheorie, in der nach der inversen Quarkmasse entwickelt werden kann. Wegen der Größe ihrer Masse macht die Sorte der schweren Quarks dabei keinen großen Unterschied  (Heavy Quark Symmetry). Mit dieser Theorie konnten quantitative Berechnungen in einem vorher nicht behandelbaren Bereich der QCD durchgeführt werden, z. B. bei den Zerfällen von Hadronen mit Bottom und Charm Flavor.
Wise beschäftigte sich auch mit Kosmologie und Finanzmathematik.

## Schriften
Bücher:
- mit Lynn Trainor: From Physical Concept to Mathematical Structure: an Introduction to Theoretical Physics. 1979.
- mit Aneesh V. Manohar: Heavy Quark Physics. 2000.

Einige Aufsätze:
- mit F. J. Gilman: Effective Hamiltonian for weak nonleptonic decays in the six-quark model, Phys. Rev. D, Band 20, 1979, S. 2392
- mit L. Alvarez-Gaumé, M. Claudson: Low-energy supersymmetry, Nucl. Phys. B, Band 207, 1982, S. 96–110
- mit L. F. Abbott, E. Farhi: Particle production in the new inflationary cosmology, Phys. Lett. B, Band 117, 1982, S. 29–33
- mit Luis Alvarez-Gaumé: Minimal low-energy supergravity, Nucl. Phys. B, Band 221, 1983, S. 495–523
- mit John Preskill, Frank Wilczek: Cosmology of the invisible axion, Phys. Lett. B, Band 120, 1983, S. 127–132
- mit L. F. Abbott: Constraints on generalized inflationary cosmologies, Nucl. Phys. B, Band 244, 1984, S. 541–548
- mit Nathan Isgur: Weak decays of heavy mesons in the static quark approximation, Phys. Lett. B, Band 232, 1989, S. 113–117
- mit N. Isgur, D. Scora, B. Grinstein: Semileptonic B and D decays in the quark model, Phys. Rev. D, Band 39, 1989, S. 799
- mit Nathan Isgur: Weak transition form factors between heavy mesons, Phys. Lett. B, Band 237, 1990, S. 527–530
- mit A. F. Falk, Howard Georgi, B. Grinstein: Heavy meson form factors from QCD, Nucl. Phys. B, Band 343, 1990, S. 1–13
- mit N. Isgur: Spectroscopy with heavy-quark symmetry, Phys. Rev. Lett., Band 66, 1991, S. 1130
- Chiral perturbation theory for hadrons containing a heavy quark, Phys. Rev. D, Band 45, 1992, R 2188
- Heavy Flavour Theory – an Overview. 1993. arxiv:hep-ph/9311212v1
- mit David B. Kaplan, M. J. Savage: A New expansion for nucleon-nucleon interactions, Phys. Lett., B, Band 424, 1998, S. 390–396
- mit D. B. Kaplan, M. J. Savage: Two-nucleon systems from effective field theory, Nucl. Phys. B, Band 534, 1998, S. 329–355
- Heavy Quark Physics. Les Houches Lectures, 1998. arxiv:hep-ph/9805468
- mit W. D. Goldberger: Modulus stabilization with bulk fields, Phys. Rev. Lett., Band 83, 1999, S. 492